# Festival internazionale di Marsiglia
Il Festival internazionale di Marsiglia (Festival international de cinéma de Marseille o FIDMarseille) è un festival cinematografico dove vengono presentati film internazionali e vengono premiati i migliori in diverse categorie. Nasce nel 1990 e si tiene ogni anno a Marsiglia, in Francia.
Il concorso del 2009 prevedeva 20 documentari nella categoria internazionale e 14 nella categoria francese. 
Dal 2012, il Festival Internazionale del Cinema di Marsiglia fa parte di Doc Alliance, una partnership creativa tra 7 festival europei di film documentari.

## Riconoscimenti
Il festival assegna premi nelle categorie internazionali e nazionali.

### Vincitori del Gran Premio Internazionale
- 2002: Gong gong chang suo, regia di Jia Zhangke ( Cina)[1]
- 2003: Il distretto di Tiexi, regia di Wang Bing ( Cina)[2]
- 2004: Il muro, regia di Simone Bitton ( Francia)[3]
- 2005: Estamira, regia di Marcos Prado ( Brasile)[4]
- 2006[5]
  - La-bas, regia di Chantal Akerman ( Francia)
  - O fim e o principio, regia di Eduardo Coutinho ( Brasile)
- 2007: De son appartement, regia di Jean Claude Rousseau ( Francia)[6]
- 2008: Must Read After My Death, regia di Morgan Dews ( Stati Uniti)[7]
- 2009: Material, regia di Thomas Heise ( Germania)[8]
- 2010: The work of machines, regia di Gilles Lepore, Maciej Madracki e Michal Madracki ( Polonia/ Svizzera)[9]
- 2011: Sip'ohi - El lugar del Mandure, regia di Sebastian Lingiardi (Argentina / 2011 / 66 min)[10][11]
- 2012: Babylon, regia di Ismael Chebby e Youssef Chebby (Tunisia / 121 min)[12]
- 2013:
  - Mille Soleils, regia di Mati Diop ( Francia) / 2013 / 45 min)[13]
  - From Gulf To Gulf To Gulf, regia di Shaina Anand e Ashok Sukumaran (India, Emirati Arabi / 2013 / 80 min / menzione speciale)[14]
- 2014: Our Terrible Country (Baladna alraheed), regia di Mohammed Alì Atassi e Ziad Homsi (Siria, Libano / 2014 / 85 min)[15]
- 2015: 
  - Entrelazado/Entangled, regia di Riccardo Giacconi (Colombia, italia / 2014 / 37 min)[16]
  - By our selves, regia di Andrew Kötting (Regno Unito / 2015 / 80 min / menzione speciale)[17]

- 2016: This is the way I like it II - Como me de la gana II, regia di Ignacio Agüero (Chile, 2016, 87 min)[18]

- 2017: Let the summer never come again, regia di Alexandre Koberidze ( Germania, Georgia / 2017 / 202 min; prima mondiale)[19]
- 2018:
  - Sun King, regia di Albert Serra (Spagna / 2018 / 62 min; prima mondiale)
  - Segunda vez, regia di Dora Garcia (Belgio, Norvegia / 2018 / 94 min; prima mondiale)[20]

- 2019: Nunca subí el provincia, regia di Ignacio Agüero (Cile / 2019 / 89 min)[21]

- 2020: Visión Nocturna di Carolina Moscoso (Cile / 2019 / 80 min; prima mondiale)[22]
- 2021: Haruharasan no uta di Kyoshi Sugita (Giappone / 2021 / 120 min; prima mondiale)[23]
- 2022: L'oggetto instabile II di Daniel Eisenberg ( Francia, Germania, Turchia, Stati Uniti / 2022 / 204 min; prima mondiale)[24]
- 2023: Background, regia di Abdel Abdulwahed (Germania / 2023 / 64 min)[25]
- 2024: Bluish, regia di Lilith Kraxner, Milena Czernovsky ( Austria / 2024 / 83 min)

## Giuria
Ogni edizione ha la sua giuria.
- 2002
  - Jeanne Balibar (presidente della commissione)
  - Pedro Costa
  - Catherine David
  - Khalil Joreige
  - Ziva Postec
- 2003
  - Tsai Ming Liang (presidente della commissione)
  - Cis Bierinckx
  - Safaa Fathy
  - Jean Pierre Ruh
  - Diane Weyermann
- 2004
  - Kutlug Ataman (presidente della commissione)
  - Sobhi Al-Zobaidi
  - Roger Buergel
  - Sirkka Moeller
  - Nina Toussaint
- 2005
  -  Eduardo Coutinho (presidente della commissione)
  -  Simon Field (produttore britannico)
  -  Vimukthi Jayasundara (direttore)
  -  Yoursy Nasrallah (direttore)
  -  Catherine Poitevin (editore musicale)
- 2006
  - Gary Conklin (presidente della commissione)
  - Akomfrah John
  - Joana Hadjithomas
  - Clarisse Hahn
  - Dana Ranga
- 2007
  - Apichatpong Weerasethakul (presidente della commissione)
  -  Enrico Ghezzi
  - Patricio Guzmán
  - Tahani Rached
  - Angela Schanelec
- 2008
  -  Toni Negri (presidente della commissione)
  - Yu Lik-wai
  - Berta Sichel
  - Ghassan Salhab
  - Véronique Godard
- 2009
  - Philippe Grandrieux (presidente della commissione)
  - Manon de Boer
  - Miguel Gomes
  - Jackie Raynal
  - Roee Rosen
- 2010
  - Abderrahmane Sissako (presidente della commissione)
  - Oliver Laxe
  - Hila Peleg
  - Lee Anne Schmitt

- 2011
  - Jùlio Bressane
  - Patricia Mazuy
  - Michiko Yoshitake
  - Thom Andersen
  - Marek Hovorka
- 2012
  - Corneliu Porumboiu
  -  Alice Rohrwacher
  - Noëlle Pujol
  - Maximiliano Cruz
  - José Luis Torres Leiva

- 2013
  - Eija - Liisa Ahtila
  - Saodat Ismailova
  - Sven Augustijnen
  - Lav Diaz
  - Matías Meyer

- 2014 
  - Wang Bing
  - Shaina Anand
  - Dora Garcia
  - Andrea Lissoni
  - Manuel Mozos

- 2015
  - Rasha Salti
  - Eric Baudelaire
  - Dennis Lim
  - Sasha Pinker
  - Ben Russell

- 2016
  - Eva Sangiorgi
  - Violeta Bava
  - Marina Hugonnier
  - Raphaël Nadjari
  - Vlado Skafar

- 2017
  - Sharun Bartas
  - Fabienne Babe
  - Nadia  Turincev
  - Carlos Casas
  - David Schwartz
- 2018
  - Paula Gaitán
  - Astrid Adverbe
  - Sepideh Farsi
  - Tarek Atoui
  - Eduardo Williams
- 2019
  - Sharon Lockhart
  - Cecilia Barrionuevo
  - Richard Billingham
  - Delphine Chuillot
  - Katsuy Tomita
- 2020
  - Nobuhiro Suwo
  - Manon de Boer
  - Silvia Cruz
  - Michel Lipkes
  - Adrian Paci
- 2021
  - Lav Diaz
  - Carine Chichkowsky
  - Victor Iriarte
  - Jelena Maksimovic
  - Nick Pinkerton
- 2022
  - Mati Diop
  - Ted Fendit
  - Joâo Pedro Rodrigues
  - Patrick Holzapfel
  - Ban Khoshnoudi